# Dyskoteka

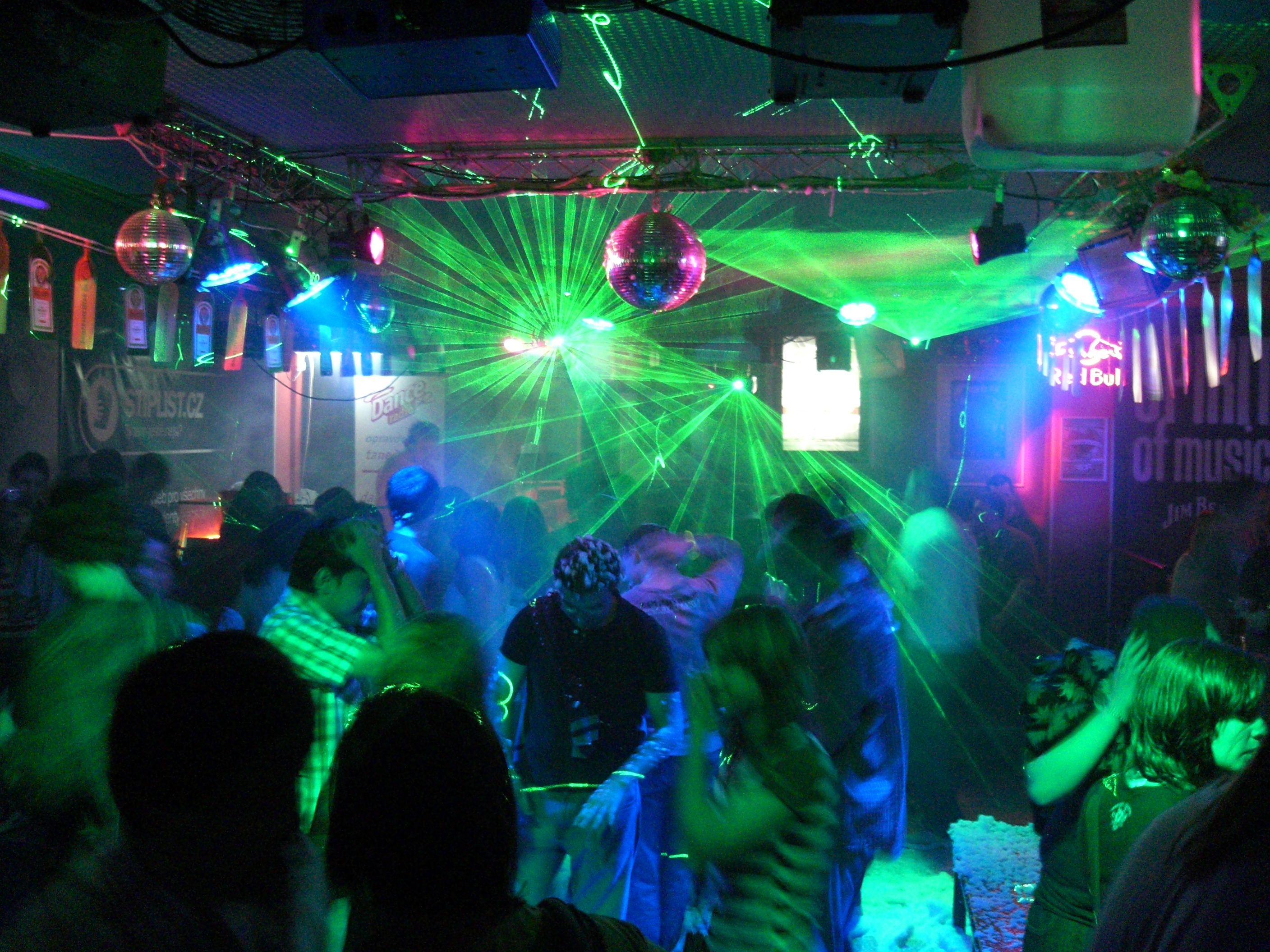
Dyskoteka

Dyskoteka – obiekt, miejsce, w którym odbywają się imprezy taneczne, połączone z grą dźwięku, świateł, dymu i obrazów lub nazwa wydarzenia tanecznego, zabawy.
Osobą prowadzącą dyskotekę jest DJ (czyt. didżej, skrót od disc jockey). Zajmuje się on zabawianiem publiczności oraz płynnym łączeniem następujących kolejno po sobie utworów tanecznych. Za pierwszą dyskotekę na świecie uznaje się założony w 1959 roku w niemieckim Akwizgranie „Scotch Club”. Dyskoteki rozpowszechniły się w latach 70., zastępując zabawy taneczne lub tzw. potańcówki, gdzie funkcję DJ-a pełniła orkiestra lub zespół muzyczny grający na żywo. Najsłynniejszą dyskoteką było amerykańskie Studio 54. W późniejszych latach dyskoteki zostały wyparte częściowo przez kluby nocne.